# Grand Belial's Key
Grand Belial's Key (zkráceně GBK) je americká blackmetalová kapela z Oaktonu ve Virginii založená v roce 1992 kytaristou s pseudonymem Gelal Necrosodomy a zpěvákem říkajícím si Lord Vlad Luciferian. 
Jedná se o poměrně kontroverzní kapelu vzhledem k jejím antikřesťanským/satanistickým textům a rasistické a antisemitské ideologii. Bývá řazena do NSBM scény.
Debutové studiové album s názvem Mocking the Philanthropist vyšlo v roce 1997. 

## Diskografie
Dema
- Goat of a Thousand Young (1992)
- Triumph of the Hordes (1994)

Studiová alba
- Mocking the Philanthropist (1997)
- Judeobeast Assassination (2001)
- Kosherat (2005)
- Kohanic Charmers (2022)

EP
- A Witness to the Regicide (1996)
- The Tricifixion of Swine (2000)
- On a Mule Rides the Swindler (2005)

Kompilační alba
- Castrate the Redeemer (2001)
- Goat of a Thousand Young / Triumph of the Hordes (2017) – 2CD

Split nahrávky
- Satan Is Metal's Master / Sperm of the Antichrist (2001) – split s americkou kapelou Nunslaughter
- Hobo of Aramaic Tongues / Le royaume maudit (2003) – split 7" vinyl s francouzskou kapelou Chemin de Haine
- Weltenfeind (2008) – split CD s kapelami Absurd a Sigrblot